# Universidade Drexel

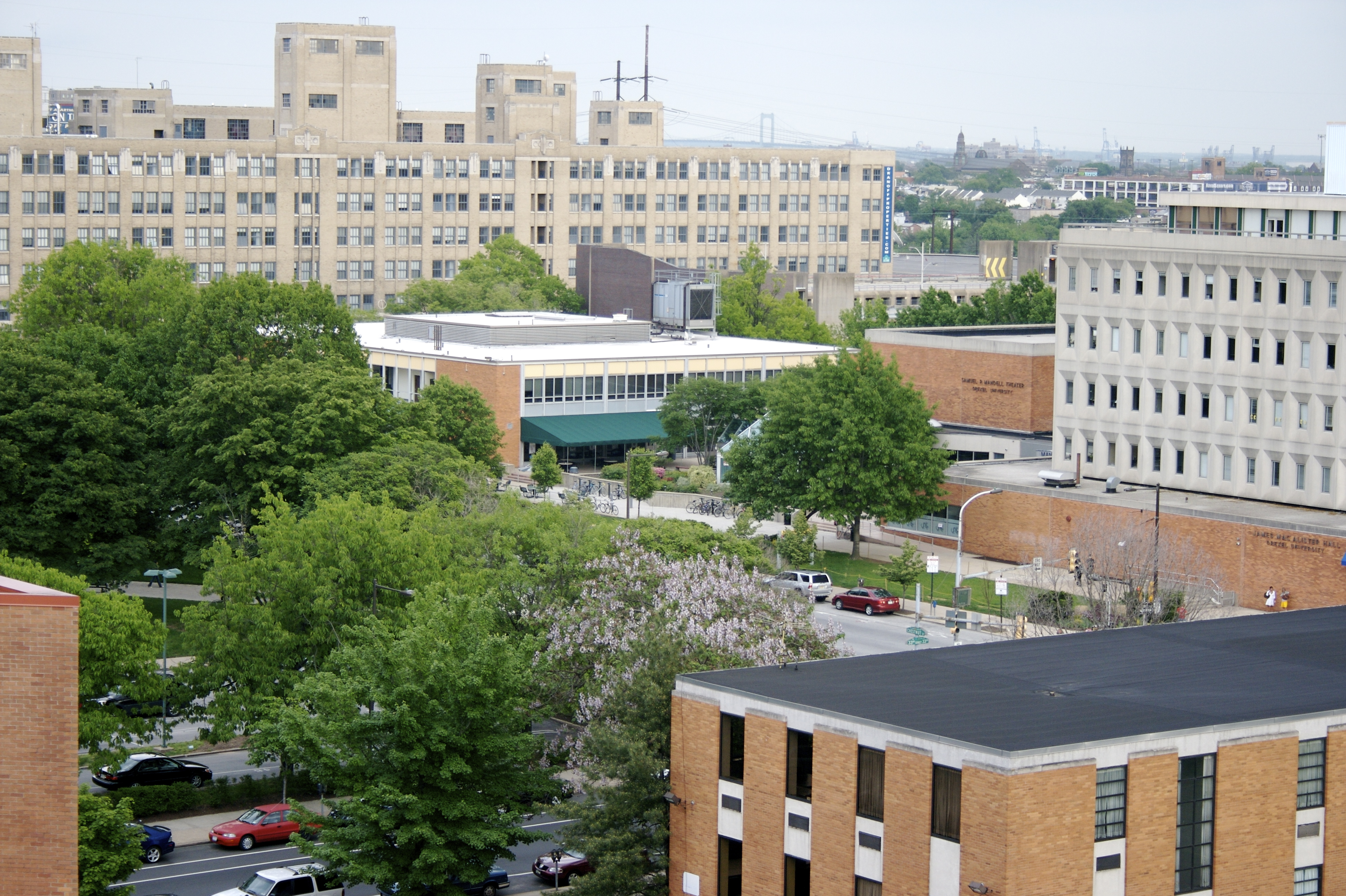
Porção sul do campus da Universidade Drexel.

A Universidade Drexel (em inglês Drexel University) é uma instituição de ensino superior privada localizada em Filadélfia, Pensilvânia, Estados Unidos. Foi fundada em 1891, pelo banqueiro e filantropo Anthony Joseph Drexel.